# Aryaman
Aryaman (Sanskrit अर्यमन् Aryaman, Gefährte, der Bruder; Person innerhalb der Gruppe, der Gastliche; Gastvertrag, Kamerad) ist in der hinduistischen Mythologie einer der Adityas, ein Nachkomme der Göttin Aditi. Er wird als vergöttlichte Personifikation der Gastlichkeit gegenüber Göttern und Menschen gedeutet. Als solcher beschützt er insbesondere diejenigen, die innerhalb der arischen Gemeinschaft leben und somit die Riten und Traditionen. Er verkörpert den Zusammenhalt und die Besonderheit der Beziehungen innerhalb der Klans. Daneben gilt er auch als Schutzgott des ungehinderten Verkehrs und des Handels. Sein Vater ist Kashyapa und seine Mutter ist die Göttin Aditi, weshalb er auch als wichtiger Aditya gilt. In brahmanischer Zeit gilt Aryaman als Sonnengott, Gott der Sehnsucht und allen Strebens nach spirituellem Aufstieg.
In den Veden wird er meist zusammen mit den Adityas Varuna und Mitra angerufen. Mit beiden bildet er eine frühe vedische Göttertriade. Mit Mitra, in vedischer Zeit die Personifikation des Vertrags, ist er so eng verbunden, dass sein Name im Rigveda als Apposition zu Mitra erscheint. Eigenständige Bedeutung hat er als Haushälter und insbesondere als Gott und Stifter der Ehe.
Seine Attribute sind Keule, zwei Lotusse und Gebetsrad. 
In der nachvedischen Literatur erscheint er als Oberster der Pitris, den Vorfahren der Rishis, der den Weg derjenigen bewacht, die den religiösen Ritus beachten.
In der Bhagavatapurana nimmt er für den Zeitraum von 100 Jahren die Position des Todesgottes Yama ein. Ihm ist der Monat Mādhava gewidmet.